# بورس تریاک چینی
 بورس تریاک چینی  یا چهارراه تریاک عنوان فیلمی است آمریکایی از نوع صامت، سیاه و سفید و کوتاه. این فیلم از نخستین ویدئوهایی است که به وسیله توماس ادیسون ساخته شد. بورس تریاک چینی محصول سال ۱۸۹۴ میلادی است. این فیلم درباره خرید و فروش تریاک است.